# Klara Wendel

Die knapp 50-jährige Klara Wendel auf dem Porträt von Carl Durheim.

Klara Wendel, häufig Clara, (* 1. März 1804 in Hergiswil; † 29. Oktober 1884 im Kloster St. Urban, Gemeinde Pfaffnau) war eine Schweizer Heimatlose, die im Zuge des gross angelegten interkantonalen «Gauner- und Kellerhandels» (1824–1827) über die Schweiz hinaus zur «Räuberkönigin» und «female brigant» stilisiert wurde.
Während der Prozesse summierten sich ihre Geständnisse und Denunziationen auf 20 Morde, 14 Brandstiftungen und 1'588 Diebstähle. Die Geständnisse und Beschuldigungen von Verwandten und Bekannten entstanden unter psychischem und physischem Druck der ermittelnden Behörden und wurden später grösstenteils zurückgezogen. Der Prozess fand nicht nur in europäischen Medien grosse Beachtung, Wendels Aussagen führten auch zu einer beispiellosen Hatz auf Fahrende und Nichtsesshafte in der Schweiz.

## Leben und Wirken

### Herkunft und Familie
Die Familie Klara Wendels stammte väterlicherseits ursprünglich aus dem aargauischen Eggenwil bei Bremgarten. Infolge Heirat mit der Heimatlosen Margaretha Büeler hatte die Gemeinde Klara Wendels Grossvater Jakob (Sidig-Jakob) das Bürgerrecht entzogen. Die Familie ihrer Mutter Katharina Dreyer stammte aus dem Elsass. Klara Wendels Vater Niklaus war wie schon sein Vater Korbmacher.
Als nichtsesshafte Heimatlose bewegte sich Klara Wendel mit ihrer Sippe – darunter ihre älteren Geschwister Johann (* 1795) und Barbara (* 1798) und der jüngere Bruder Hanseli (* 1807) – vor allem im Kanton Luzern und in weiteren Kantonen der Zentralschweiz, im Aargau und im Kanton Solothurn.

### «Gauner- und Kellerhandel»
Der «Gauner- und Kellerhandel» Mitte der 1820er-Jahre gilt als «der grösste Sensationsprozess der Restaurationszeit». Ins Rollen geriet der Prozess mit der Verhaftung von Klara Wendel in Einsiedeln im Juni 1824 wegen Hehlerei. Im Verlauf der Verhöre in Schwyz, Glarus, Luzern und Zürich entwickelte sie ein Erzähl- und Geschichtenkonstrukt, dessen Aufbau und Fortführung an die Erzählungen von 1001 Nacht erinnert. Die Geständnisse und Denunziationen kamen unter Anwendung von physischem und psychischem Druck zustande: Mit Stockschlägen, Ketten- und Lügenstrafen, Nahrungsentzug und der Androhung von Kindswegnahmen pressten die Verhörrichter ständig weitere Aussagen aus ihr und den Mithäftlingen.
Bald konstruierten die Behörden eine «gefährliche Räuberbande» um Klara Wendel und ihren Bruder Johann (Krusihans), deren Bestehen der Prozess ans Tageslicht gebracht habe und die Öffentlichkeit schockierte. In diesem Kontext beschlossen die Schweizer Kantone an der Richterswiler Konferenz, die Verfolgung der vermeintlichen «Gauner» nochmals zu intensivieren und die entsprechende interkantonale Zusammenarbeit zu stärken. Im Rahmen dieser Hatz wurde eine Vielzahl weiterer Heimatloser verhaftet und in Luzern in Gefangenschaft gesetzt.

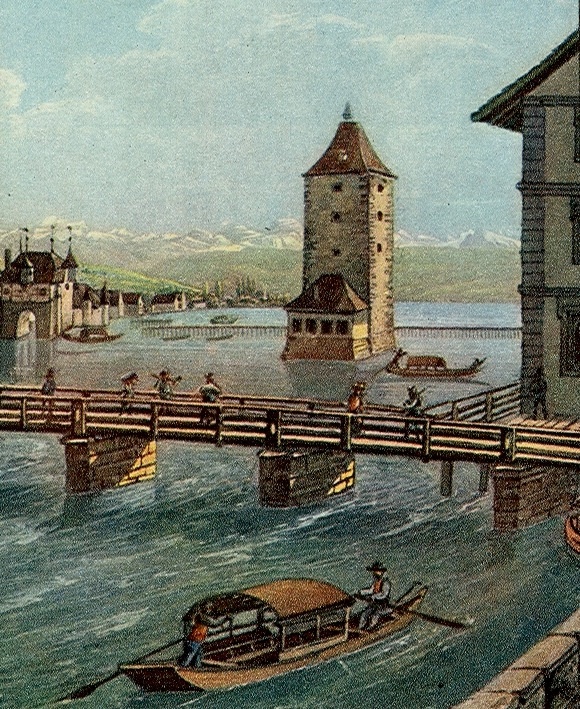
Zürcher Wellenbergturm, von Dezember 1825 bis April 1826 Ort der Verhöre zum «Kellerprozess»

Mit der Denunziation und dem Geständnis des Mords am Luzerner Schultheissen Franz Xaver Keller entwickelte sich der Prozess zur Staatsaffäre. Keller ertrank 1816 – Klara war zu diesem Zeitpunkt zwölf Jahre alt – unter nicht restlos geklärten Umständen in der Reuss. Aus politischen Gründen kamen die Geständnisse den Verhörrichtern jedoch gelegen: Als Auftraggeber gab Klara Wendel die aristokratisch-konservativen und kirchenfreundlichen Luzerner Regierungsräte Leodegar Corragioni d’Orelli (1758–1830) und Joseph Pfyffer von Heidegg (1759–1834) an – und damit politische Gegner des amtierenden Luzerner Schultheissen Josef Karl Amrhyn (1777–1848), der wiederum der Vater des Luzerner Verhörrichters Josef Franz Karl Amrhyn (1800–1849) war.
Nach der Verlagerung des Prozesses nach Zürich stellten die neuen Verhörrichter – für den «Kellerprozess» Heinrich Escher (1789–1870) und für den «Gaunerprozess» Jakob Emanuel Roschi (1778–1848) – eklatante Mängel in der bisherigen Prozessführung fest. Die Inhaftierten widerriefen denn auch bald ihre Geständnisse, unter ihnen auch Klara Wendel. Im Rahmen des «Kellerprozesses» wurden die Luzerner Regierungsräte wie auch die inhaftierten «Gauner» freigesprochen.
Klara Wendels Urteil lautete auf zwölf Jahre Gefängnis, wobei sie ein Halseisen mit einem Schandschnabel zu tragen hatte. Danach sollte sie aus der Eidgenossenschaft verbannt oder, falls in der Zwischenzeit ein Bürgerrecht für sie ausgemittelt würde, diese Gemeinde nicht mehr verlassen dürfen.

### Nach der Haft
1837 wurde Klara Wendel der Rest der Strafe infolge Platzmangels in den Luzerner Gefängnissen erlassen. In den folgenden Jahren hatte sie keinen festen Wohnsitz und wurde mehrmals in die Luzerner Sentianstalt, einer Armen- und Unterstützungsanstalt am Fuss des Gütsch, eingewiesen.
1841, damals wohnhaft in Littau, war Klara Wendel ausserehelich schwanger und wollte den Kindsvater Joseph Fischer heiraten. Die Ehe kam jedoch nicht zustande, weil die Heimatgemeinde Fischers nicht eine Heimatlose aufnehmen wollte. Zwar versuchte das Paar, seine Beziehung aufrechtzuerhalten, die Gemeinde Littau und die Stadt Luzern wehrten sich jedoch nach Kräften dagegen. Als ihre Tochter Anna Maria drei Jahre alt war, wurde sie den Eltern weggenommen und die Mutter ein weiteres Mal in der Sentianstalt interniert.
Im Rahmen der bundesstaatlichen Zwangseinbürgerungen von Heimatlosen und den entsprechenden Untersuchungen in Bern wurde auch Klara Wendel dort in Gefangenschaft gesetzt. Ihr Porträt des Pionierfotografen Carl Durheim von 1852/1853 ist im Schweizerischen Bundesarchiv überliefert.
Ab 1862 wohnte Klara Wendel in Malters, bis sie 1883 in die psychiatrische Klinik im Kloster St. Urban eingewiesen wurde. Dort starb sie im Jahr darauf.

## Künstlerische Rezeption

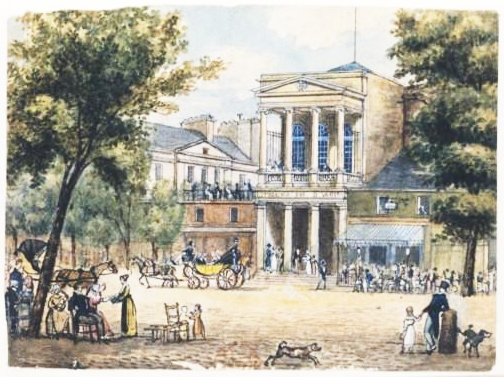
Théâtre des Variétés in Paris (1829). Aquarell von Christophe Civeton

### Belletristik
- Gisela Widmer: Clara Wendel. Gaunerweib und Flammenzauberblick. Eine Erzählung Limmat Verlag, Zürich 1983, ISBN 3-85791-074-7.

### Theater
- Emmanuel Théaulo, Francis d’Allarde und Armand Dartois: Clara Wendel, ou La Demoiselle brigand. Comédie-vaudeville en deux actes. Uraufgeführt im Théâtre des Variétés in Paris am 25. Januar 1827. (Digitalisat von Google Books)
- Th. Hell: Clara Wendel. Posse in zwei Aufzügen, 1831.[16]